# A Washington State Cougars baseballcsapata
A Washington State Cougars baseballcsapata az NCAA I-es, valamint a Pac-12 Conference North divíziójában képviseli a Washingtoni Állami Egyetemet. Az intézmény első, szervezett keretek között zajló baseballmérkőzése 1892. március 12-én volt.
A csapat otthona az 1980-ban megnyílt Bailey–Brayton Stadion, melynek befogadóképessége 3500 fő.

## Történet

### Kezdetek
A WSU első, szervezett keretek közti baseballmérkőzése a Pullmani Katonai Főiskola elleni, 26–0 eredménnyel végződő, 1892. március 12-i játék volt; a csapat szezon végi eredménye 11–1 volt. A következő aktív szezon az 1895-ös volt, majd 1898-tól már állandó csapat működött. 1901-ben az addig a csapatkapitányok által vezetett baseballcsapat első vezetőedzője H. E. Lougheed lett. Az 1909-es szezon végéig az iskola konferenciafüggetlen volt; az év végi eredményük 110–59–1 lett.
A csapat 1910-ben csatlakozott a Northwest Conference-hez, majd az 1912/13-as tanév végén a Saint Louis Billikensnél dolgozó egykori futballedző, John R. Bender lett a csapat segítője. A baseballcsapat 1913-as év végi eredménye 7–1; abban az évben, továbbá 1914-ben és 1915-ben a konferencia első helyén végzett, 1915-ben pedig konferenciabajnok lett.
Az 1915-ös szezont követően Bender a Kansas State Wildcatshez távozott, helyére pedig Fred Bohler érkezett. 1916-ban és 1918-ban a csapat újra a konferencia élén végzett. 1919-től a WSU a Pacific Coast Conference tagja, első ott töltött szezonukban a negyedik helyen végeztek.
1919-ben az iskola atlétikacsapatai felvették a Cougars nevet.

### Buck Bailey-éra
1926 nyarán Buck Bailey lett a WSU amerikaifutball-csapatának edzőhelyettese, valamint baseballcsapatának vezetőedzője. A Texas állam középső részén felnövő Bailey a Texas A&M Aggies baseball- és amerikaifutball-játékosa, továbbá az első világháborúban a hadsereg kötelékében szolgált. A férfi első WSU-n töltött szezonja az 1927-es volt, amikor a baseballcsapat a Pacific Coast Conference North divíziójának első helyén végzett, továbbá megnyerte a konferenciatornát is. A játékosok 1933-ban, 1936-ban és 1938-ban újabb divíziógyőzelmeket szereztek.
1932. augusztus 23-tól Art McLarney a New York Giants kötelékében játszott, ezzel ő volt az egyetem első baseballjátékosa, aki az MLB-ben részt vehetett.
Buck Bailey 1943 februárjában (a második világháború során) csatlakozott a haditengerészethez; a Eugene Register-Guard Bailey távozását bejelentő cikke szerint az edző „atlétikai humorista”, más források szerint pedig edzőként stílusa „színes”. A baseballcsapatot 1943 és 1945 között Jack Friel segítette.
Buck Bailey az 1946-os szezon elején visszatért a csapathoz; 1947 és 1950 között a játékosok egymás után négyszer is a Pacific Coast Conference North divíziójának élén végeztek. A Stanford Cardinal legyőzésével a Cougars a divíziótorna győztese lett, így a csapat részt vehetett az 1950-es College World Seriesen, amelynek a Nebraska államban fekvő Omaha Rosenblatt Stadionja adott otthont. A WSU a bajnokságon legyőzte a Tuffs Jumbos, az Alabama Crimson Tide és a Rutgers Scarlet Knights csapatokat, azonban a címvédő Texas Longhorns elleni mérkőzést elvesztették. A két csapat három nap múlva a nemzeti bajnoki címért játszott; a mérkőzést a Longhorns nyerte 3–0 eredménnyel. Később az 1950-es World Seriesen részt vevő Ted Tappe és Gene Conley is az MLB keretében játszott.
A baseballcsapat 1956-ban újra részt vehetett a College World Seriesen, ahol a nyolcadik csoportból a USC Trojans konferenciatornán való legyőzésével jutottak tovább, azonban a Bradley Braves és a New Hampshire Wildcats elleni mérkőzéseket elvesztették, végül az NYU Violets ellen a hetedik helyért folyó játék döntetlenre végződött.
Az 1959-es szezont követő július 1-jén a Pacific Coast Conference-et megszüntették, mivel több esetben is történtek jogszerűtlen kifizetések a játékosok felé. A PCC korábbi tagjai megalapították az Athletic Association of Western Universitiest, amelynek a Cougars is részese lett. A konferenciát később Pacific-8, majd Pacific-10 névre keresztelték át; a jelenlegi, Pac-12 elnevezést 2011 óta viseli.
Az AAWU-ban eltöltött első két évében a WSU kijutott az NCAA-tornára; a nyolcadik csoport regionális bajnokságán mindkét alkalommal vesztettek a USC Trojansszel szemben.
1964 októberében, Bailey visszavonulása után ő és felesége egy új-mexikói autóbaleset következtében elhunyt.

### Chuck Brayton-éra
Buck Bailey visszavonulását követően a csapat új vezetőedzője a korábban a WSU kötelékében játszó Charles Brayton lett, aki tíz évig volt a Yakima-völgyi Főiskola baseballcsapatának vezetőedzője. Brayton első három szezonja alatt a WSU kihagyta a rájátszásokat, azonban 1965-ben az AAWU North divíziójának élén végeztek és kijutottak az NCAA-tornára. A nyolcadik csoport regionális bajnokságának második selejtezőjében a Cougars legyőzte a Cardinalst, ezzel részt vehetett a College World Seriesen; a bajnokságon legyőzték a Longhornst és a Connecticut Huskiest, azonban kétszer vesztettek az Ohio State Buckeyesszal szemben, így végül harmadik helyen végeztek.
1966-ban a csapat újra kijutott az NCAA-tornára, azonban a regionális döntőben a USC Trojans elleni mérkőzést elvesztették. A szezont követően Danny Frisella a New York Mets kötelékében játszhatott tovább, 1968-ban pedig két további játékos (Rick Austin és Ron Cey) szerződött profi csapatokhoz.
Az 1967–69 közötti időszak három rájátszásának kihagyását követően a csapat a Pacific-8 Conference North divíziójának élén végzett, és részt vehettek az 1970-es konferenciatornán, amelyet követően egy más után 1970 és 1981 között tizenegyszer (1991-ig a 22 alkalomból összesen 19-szer) végeztek a divízió első helyén. A csapat az eredményeinek köszönhetően az 1975-ös, 1976-os, 1977-es, 1978-as, 1984-es, 1987-es, 1988-as és 1990-es NCAA-tornán is részt vehetett. 1976-ban a WSU kampuszán rendezték meg a nyugati regionális bajnokságot, ahol a Cougars legyőzte a Pepperdine Wavest és a Cal State Fullerton Titanst, ezzel részt vehettek a College World Seriesen, ahol legyőzték az Oklahoma Soonerst, azonban az Arizona State Sun Devils és a Maine Black Bears elleni mérkőzéseket elvesztették.
1984-ben a baseballpályán világítást telepítettek; az első éjszakai mérkőzés a Washington Huskies ellen zajlott május 11-én. 1989. április 30-án, illetve május 1-jén a pályán csapott össze a Cougars és a California Golden Bears; a játékot az ESPN élőben közvetítette.
Két csapattagot is beválogattak a legjobb amatőr játékosokat gyűjtő All-America tagjai közé: John Olerudot 1988-ban, Aaron Sele-t pedig 1990-ben tüntették ki; később mindketten az MLB kötelékében játszottak. Olerud az Év Nemzeti Játékosa címet is elnyerte.
Brayton az 1994-es szezont követően vonult vissza; a 33 szezon alatt a csapat 1162 győztes mérkőzést játszott, valamint tíz NCAA-tornán és kettő College World Seriesen vett részt.

### Steve Farrington-éra
1994 júniusának végén a csapat új vezetőedzője a longview-i Alsó-Columbia Főiskola kötelékében több mint egy évtizedet eltöltő Steve Farrington lett. Az oregoni Newport városából származó férfi az 1970-es évek elején az Eastern Washington Eagles játékosaként, amerikaifutball-, baseball- és kosárlabda-mérkőzéseken is részt vett. A férfi WSU-n töltött első, 1995-ös szezonja volt a harmadik év, amikor a szabálysértésekért kirótt NCAA-szankciók érvényben voltak. A 18–12-es konferenciabeli eredményt elérő csapat megnyerte a Pacific-10 North divízióját, azonban 9–6 és 4–0 eredményekkel a South divízióban játszó USC Trojans legyőzte őket. Ez volt az első vesztes év 1957 óta, és a WSU a wild card körből nem jutott be a tornára.
1996 és 1998 között a baseballcsapat mindhárom alkalommal a Pacific-10 harmadik helyén végzett, és kihagyta a rájátszásokat; 1999-ben és 2000-ben, a divíziók felbontását követően a csapat 4–20-as és 6–18-as eredményekkel utolsó lett, így az edző szerződését nem hosszabbították meg. A csapat Farrington alatti végső eredménye 136–198, konferenciabeli eredménye pedig 59–73. Az edző később a pascói Columbia-medencei Főiskola baseballedzője, valamint a Richland Gimnázium tudománytanára lett.

### Tim Mooney-éra
2000 augusztusában a csapat vezetőedzője az akkor Albertson Főiskola néven ismert Idahói Főiskola vezetőedzője, Tim Mooney lett. A Weiserben felnőtt Mooney az 1970-es években az Idaho Vandals kötelékében játszott; a baseballcsapatot nem sokkal később megszüntették. Tim Mooney Albertson-beli karrierje sikeres volt, csapata az 1998-as évben NAIA-bajnok lett.
Az időszakban a Cougars legjobb eredménye a Pacific-10 Conference nyolcadik helyéért folytatott, döntetlennel végződő mérkőzés volt; az egyetlen sikeres év a 2004-es volt, amikor a csapat 29–26-os végső és 9–15-ös konferenciabeli eredményt tudott felmutatni. A sikertelen játékok és Tim Mooney fizikai és verbális abúzusai miatt az edző 2004-ben lemondott; végső eredménye 84–135, konferenciabeli eredménye pedig 26–68 volt. Mooney később moscow-i alma matere atlétikai programjának adománygyűjtője lett.

### Donnie Marbut-éra
2004 májusának végén az egy szezon erejéig Tim Mooney helyetteseként dolgozó Donnie Marbutot nevezték ki vezetőedzőnek. A férfi első évei alatt a csapat legjobb eredménye a Pacific-10 hatodik helye volt. Az edzőt 2006-ban az egyetem hivatalosan megrótta, mivel a The Seattle Times nyilvánosságra hozta, hogy hamis adatokat tüntetett fel önéletrajzában.
2009-ben és 2010-ben a csapat nagyobb sikereket ért el, amikor a Pacific-10-beli előrejutásukat követően részt vehettek az NCAA-bajnokságon, amely az elmúlt húsz év első rájátszása számukra. A 2009-es tornán a Cougars a Norman Regional harmadik csoportjába került; az Arkansas Razorbacks elleni nyitómérkőzést elvesztették, azonban a Wichita State Shockers ellen, a továbbjutásért folyó játékot megnyerték, majd az Oklahoma Sooners legyőzte őket. A 2010-es tornán a csapat a Fayetteville Regional második csoportjába került, és az Arkansas Razorbacks elleni vereséggel a Super Regional második helyén végzett.
A csapat Marbut tizenegy szezonja alatt 314–308-as eredménnyel végzett és két rájátszáson vehetett részt. Bill Moos atlétikai igazgató bejelentette, hogy a 2016-os évtől a csapatnak új edzője lesz.

### Marbut után
2015. június 3-án Marty Leest, az Oklahoma State Cowboys edzőhelyettesét nevezték ki vezetőedzőnek. A férfit a négy szezont követő 62–132–1-es eredményt követően 2019. május 21-én elbocsájtották.
2019. június 3-tól a csapat új vezetőedzője a New Mexico State Aggies baseballcsapatánál azonos pozíciót betöltő Brian Green.

## Helyszínek

### Régi Bailey Stadion
Az 1950-es College World Series során megszerzett második helyet követően a csapat sportlétesítményét Bailey Stadion névre keresztelték át. A Mooberry futópálya jelenlegi helyén fekvő pályát a csapat az 1979-es szezon végéig használta; a hazai bázis az északnyugati sarokban volt.

### Bailey–Brayton Stadion
Az 1978-as futballszezont követően a Martin Stadiont kibővítették, ezért annak futópályáját elbontották, és a tervek szerint az északnyugati sarokba, a baseballstadion jelenlegi helyére került volna. Talajproblémák miatt 1979-ben módosították a terveket, és a baseballpálya, valamint a futókör helyszínét megcserélték; az 1980 elején megnyílt új baseballstadion megtartotta a Bailey nevet.
A pályát 1981-ben, 1984-ben és 1988-ban újították fel, 2000 elején pedig Chuck Brayton tiszteletére Bailey–Brayton Stadion névre keresztelték át. A 3500 férőhelyes létesítmény FieldTurf-műfűvel burkolt, illetve elektronikus pontjelzővel és pályavilágítással van felszerelve.

## Konferenciatagságok
A csapat az alábbi konferenciák tagjaként játszik:
- Független (1892–1909, 1917, 1924)
- Northwest Conference (1910–1916, 1919)
- Pacific Coast Conference (1919–1923, 1925–1959)
- Pac-12 Conference (1960–)
  - Athletic Association of Western Universities (1960–1968)
  - Pacific-8 Conference (1969–1978)
  - Pacific-10 Conference (1979–2011)
  - Pac-12 Conference (2012–)[80]

## Vezetőedzők
A vezetőedzői pozíciót 2019. június 3-tól Brian Green tölti be. A tisztséget a leghosszabb ideig betöltő, egyben a legsikeresebb vezetőedző Chuck Brayton, akinek 33 szezon (1962–1994) hosszú karrierje alatt a Cougars 1164 győztes mérkőzést játszott.
| Szezonok  | Edző             | Eredmény   |
| --------- | ---------------- | ---------- |
| 1892      | –                | 26–9       |
| 1896      | –                | 26–9       |
| 1898–1900 | –                | 26–9       |
| 1901–03   | H. E. Lougheed   | 24–18      |
| 1904      | James N. Ashmore | 10–2       |
| 1905–06   | Everett Sweeley  | 20–12      |
| 1907–08   | John R. Bender   | 69–22–1    |
| 1913–15   | John R. Bender   | 69–22–1    |
| 1909–12   | Frank Sanger     | 27–36–1    |
| 1916–20   | Fred Bohler      | 47–27–1    |
| 1921–22   | Frank Barber     | 32–12      |
| 1923–26   | Harry Applequist | 66–29–1    |
| 1927–42   | Buck Bailey      | 603–325–5  |
| 1946–61   | Buck Bailey      | 603–325–5  |
| 1943–45   | Jack Friel       | 29–24      |
| 1962–94   | Chuck Brayton    | 1162–523–8 |
| 1995–2000 | Steve Farrington | 138–198    |
| 2001–04   | Tim Mooney       | 84–135     |
| 2005–15   | Donnie Marbut    | 314–304    |
| 2016–19   | Marty Lees       | 68–138–2   |
| 2019–     | Brian Green      | 0–0        |

## Eredmények
Az alábbi táblázat az első, 1892-es szezon óta elért eredményeket mutatja évenként:
| Szezon | Edző                     | Eredmény         | Konferenciabeli eredmény | Helyezés         | Továbbjutás             |
| Független (1892)                                                                                           | Független (1892)         | Független (1892) | Független (1892)         | Független (1892) | Független (1892)        |
| --- | ------------------------ | ---------------- | ------------------------ | ---------------- | ----------------------- |
| 1892 | –                        | 11–1             | –                        | –                | –                       |
| Nincsenek mérkőzések (1893–95)                                                                             |                          |                  |                          |                  |                         |
| Független (1896)                                                                                           |                          |                  |                          |                  |                         |
| 1896 | –                        | 1–0              | –                        | –                | –                       |
| Nincsenek mérkőzések (1897)                                                                                |                          |                  |                          |                  |                         |
| Független (1898–1909)                                                                                      |                          |                  |                          |                  |                         |
| 1898 | –                        | 5–3              | –                        | –                | –                       |
| 1899 | –                        | 4–2              | –                        | –                | –                       |
| 1900 | –                        | 0–3              | –                        | –                | –                       |
| 1901 | H. E. Lougheed           | 10–6             | –                        | –                | –                       |
| 1902 | H. E. Lougheed           | 5–7              | –                        | –                | –                       |
| 1903 | H. E. Lougheed           | 9–5              | –                        | –                | –                       |
| 1904 | James N. Ashmore         | 10–2             | –                        | –                | –                       |
| 1905 | Everett Sweeley          | 8–2              | –                        | –                | –                       |
| 1906 | Everett Sweeley          | 12–10            | –                        | –                | –                       |
| 1907 | John R. Bender           | 16–3             | –                        | –                | –                       |
| 1908 | John R. Bender           | 14–4–1           | –                        | –                | –                       |
| 1909 | Frank Sanger             | 5–11             | –                        | –                | –                       |
| Független                                                                                                  | Független                | 110–59–1         | –                        | –                | –                       |
| Northwest Conference (1910–16)                                                                             |                          |                  |                          |                  |                         |
| 1910 | Frank Sanger             | 7–12             | 6–9                      | 5.               | –                       |
| 1911 | Frank Sanger             | 10–7–1           | 9–6                      | 2.               | –                       |
| 1912 | Frank Sanger             | 5–6              | 3–4                      | 3.               | –                       |
| 1913 | John R. Bender           | 11–3             | 7–1                      | 1.               | –                       |
| 1914 | John R. Bender           | 12–6             | 7–1                      | 1.               | NWCC Tournament         |
| 1915 | John R. Bender           | 16–6             | 8–0                      | 1.               | NWCC Tournament         |
| 1916 | Fred Bohler              | 9–7–1            | 6–0                      | 1.               | –                       |
| Független (1917)                                                                                           |                          |                  |                          |                  |                         |
| 1917 | Fred Bohler              | 6–0              | –                        | –                | –                       |
| Northwest Conference (1918)                                                                                |                          |                  |                          |                  |                         |
| 1918 | Fred Bohler              | 13–1             | 11–1                     | 1.               | –                       |
| Northwest Conference                                                                                       | Northwest Conference     | 89–48–3          | 57–22–1                  | –                | –                       |
| Pacific Coast Conference (1919–23)                                                                         |                          |                  |                          |                  |                         |
| 1919 | Fred Bohler              | 10–6             | 1–4                      | 4.               | –                       |
| 1920 | Fred Bohler              | 9–13             | 2–7                      | 6.               | –                       |
| 1921 | Frank Barber             | 17–6             | 8–4                      | 2.               | –                       |
| 1922 | Frank Barber             | 15–6             | 10–6                     | 3.               | –                       |
| 1923 | Harry Applequist         | 16–6             | 9–3                      | 2-               | –                       |
| Független (1924)                                                                                           |                          |                  |                          |                  |                         |
| 1924 | Harry Applequist         | 21–9–1           | –                        | –                | –                       |
| Pacific Coast Conference (1925–59)                                                                         |                          |                  |                          |                  |                         |
| 1925 | Harry Applequist         | 9–8              | 4–7                      | 4.               | –                       |
| 1926 | Harry Applequist         | 20–6             | 6–2                      | 2.               | PCC North Tournament    |
| 1927 | Buck Bailey              | 13–5             | 6–2                      | 1.               | PCC North Tournament    |
| 1928 | Buck Bailey              | 13–7             | 6–2                      | 1.               | PCC North Tournament    |
| 1929 | Buck Bailey              | 14–9             | 9–7                      | 2.               | –                       |
| 1930 | Buck Bailey              | 16–8             | 8–8                      | 4.               | –                       |
| 1931 | Buck Bailey              | 15–10            | 9–7                      | 2.               | –                       |
| 1932 | Buck Bailey              | 19–7             | 11–4                     | 2.               | –                       |
| 1933 | Buck Bailey              | 16–5             | 8–4                      | 1.               | –                       |
| 1934 | Buck Bailey              | 14–8             | 7–5                      | 2.               | –                       |
| 1935 | Buck Bailey              | 15–12            | 8–8                      | 3.               | –                       |
| 1936 | Buck Bailey              | 15–8–2           | 12–4–1                   | 1.               | –                       |
| 1937 | Buck Bailey              | 16–7             | 12–4                     | 2.               | –                       |
| 1938 | Buck Bailey              | 12–15            | 10–6                     | 1.               | –                       |
| 1939 | Buck Bailey              | 16–13            | 10–6                     | 2.               | –                       |
| 1940 | Buck Bailey              | 18–10            | 9–6                      | 2.               | –                       |
| 1941 | Buck Bailey              | 17–13            | 8–8                      | 3.               | –                       |
| 1942 | Buck Bailey              | 23–11            | 7–7                      | 2.               | –                       |
| 1943 | Jack Friel               | 10–16            | 6–10                     | 4.               | –                       |
| 1944 | Jack Friel               | 10–3             | 3–1                      | 1.               | –                       |
| 1945 | Jack Friel               | 9–5              | 3–0                      | 1.               | –                       |
| 1946 | Buck Bailey              | 17–13            | 6–10                     | 4.               | –                       |
| 1947 | Buck Bailey              | 23–11–1          | 11–5                     | 1.               | PCC Tournament          |
| 1948 | Buck Bailey              | 21–7             | 8–3                      | 1.               | PCC Tournament          |
| 1949 | Buck Bailey              | 33–9             | 12–4                     | 1.               | PCC Tournament          |
| 1950 | Buck Bailey              | 32–6             | 12–2                     | 1.               | College World Series    |
| 1951 | Buck Bailey              | 30–11            | 11–5                     | 2.               | –                       |
| 1952 | Buck Bailey              | 19–15            | 6–10                     | 4.               | –                       |
| 1953 | Buck Bailey              | 14–14–1          | 8–8                      | 3.               | –                       |
| 1954 | Buck Bailey              | 18–12            | 7–9                      | 4.               | –                       |
| 1955 | Buck Bailey              | 13–8             | 6–4                      | 3.               | –                       |
| 1956 | Buck Bailey              | 28–8             | 11–3                     | 1.               | College World Series    |
| 1957 | Buck Bailey              | 14–21            | 5–11                     | 5.               | –                       |
| 1958 | Buck Bailey              | 19–11            | 9–5                      | 2.               | –                       |
| 1959 | Buck Bailey              | 20–15            | 10–6                     | 2.               | –                       |
| Pacific Coast Conference                                                                                   | Pacific Coast Conference | 699–393–5        | 314–271–1                | –                | –                       |
| AAWU/Pac-8/Pac-10/Pac-12 (1960–)                                                                           |                          |                  |                          |                  |                         |
| 1960 | Buck Bailey              | 29–6             | 9–2                      | 1.               | NCAA Regional           |
| 1961 | Buck Bailey              | 21–10            | 8–4                      | 1.               | NCAA Regional           |
| 1962 | Chuck Brayton            | 18–12–1          | 8–5                      | 3.               | –                       |
| 1963 | Chuck Brayton            | 24–8             | 7–7                      | 3.               | –                       |
| 1964 | Chuck Brayton            | 31–9             | 10–6                     | 2.               | –                       |
| 1965 | Chuck Brayton            | 33–8             | 14–4                     | 1.               | College World Series    |
| 1966 | Chuck Brayton            | 35–8–1           | 15–1                     | 1.               | NCAA Regional           |
| 1967 | Chuck Brayton            | 22–10            | 7–6                      | 6.               | –                       |
| 1968 | Chuck Brayton            | 29–9             | 11–7                     | 3.               | –                       |
| 1969 | Chuck Brayton            | 27–15            | 8–13                     | 6.               | –                       |
| 1970 | Chuck Brayton            | 30–11–1          | 9–6                      | 1.               | Pac-8 Tournament        |
| 1971 | Chuck Brayton            | 34–15            | 7–8                      | 1.               | Pac-8 Tournament        |
| 1972 | Chuck Brayton            | 29–13            | 14–4                     | 1.               | Pac-8 Tournament        |
| 1973 | Chuck Brayton            | 40–15            | 15–3                     | 1.               | Pac-8 Tournament        |
| 1974 | Chuck Brayton            | 38–9             | 14–4                     | 1.               | –                       |
| 1975 | Chuck Brayton            | 33–18            | 13–5                     | 1.               | NCAA Regional           |
| 1976 | Chuck Brayton            | 43–15            | 16–2                     | 1.               | College World Series    |
| 1977 | Chuck Brayton            | 39–17            | 14–4                     | 1.               | NCAA Regional           |
| 1978 | Chuck Brayton            | 41–17            | 15–3                     | 1.               | NCAA Regional           |
| 1979 | Chuck Brayton            | 40–11            | 12–3                     | 1.               | Pac-10 Tournament       |
| 1980 | Chuck Brayton            | 36–10–2          | 11–3                     | 1.               | Pac-10 Tournament       |
| 1981 | Chuck Brayton            | 27–25–1          | 11–7                     | 2.               | –                       |
| 1982 | Chuck Brayton            | 34–16            | 16–8                     | 1.               | –                       |
| 1983 | Chuck Brayton            | 40–16–1          | 16–8                     | 2.               | –                       |
| 1984 | Chuck Brayton            | 41–20            | 15–6                     | 1.               | NCAA Regional           |
| 1985 | Chuck Brayton            | 45–22            | 16–8                     | 1.               | Pac-10 North Tournament |
| 1986 | Chuck Brayton            | 35–24            | 11–12                    | 4.               | Pac-10 North Tournament |
| 1987 | Chuck Brayton            | 44–19            | 18–6                     | 1.               | NCAA Regional           |
| 1988 | Chuck Brayton            | 52–14            | 18–4                     | 1.               | NCAA Regional           |
| 1989 | Chuck Brayton            | 37–20            | 16–8                     | 1.               | Pac-10 North Tournament |
| 1990 | Chuck Brayton            | 48–19            | 19–5                     | 1.               | NCAA Regional           |
| 1991 | Chuck Brayton            | 37–25            | 14–6                     | 1.               | Pac-10 North Tournament |
| 1992 | Chuck Brayton            | 31–23–1          | 16–14                    | 2.               | –                       |
| 1993 | Chuck Brayton            | 34–24            | 16–13                    | 3.               | –                       |
| 1994 | Chuck Brayton            | 35–26            | 11–19                    | 5.               | –                       |
| 1995 | Steve Farrington         | 28–30            | 18–12                    | 1.               | Pac-10 Final            |
| 1996 | Steve Farrington         | 26–35            | 12–12                    | 3.               | –                       |
| 1997 | Steve Farrington         | 13–42            | 7–17                     | 3.               | –                       |
| 1998 | Steve Farrington         | 25–24            | 12–12                    | 3.               | –                       |
| 1999 | Steve Farrington         | 24–31            | 4–20                     | 9.               | –                       |
| 2000 | Steve Farrington         | 20–36            | 6–18                     | 9.               | –                       |
| 2001 | Tim Mooney               | 15–39            | 6–18                     | 9.               | –                       |
| 2002 | Tim Mooney               | 21–33            | 6–18                     | 9.               | –                       |
| 2003 | Tim Mooney               | 19–37            | 7–17                     | 8.               | –                       |
| 2004 | Tim Mooney               | 29–26            | 9–15                     | 8.               | –                       |
| 2005 | Donnie Marbut            | 21–37            | 1–23                     | 9.               | –                       |
| 2006 | Donnie Marbut            | 36–23            | 10–14                    | 8.               | –                       |
| 2007 | Donnie Marbut            | 28–26            | 10–14                    | 9.               | –                       |
| 2008 | Donnie Marbut            | 30–26            | 8–16                     | 9.               | –                       |
| 2009 | Donnie Marbut            | 32–25            | 19–8                     | 2.               | NCAA Regional           |
| 2010 | Donnie Marbut            | 37–22            | 15–12                    | 3.               | NCAA Regional           |
| 2011 | Donnie Marbut            | 26–28            | 10–17                    | 9.               | –                       |
| 2012 | Donnie Marbut            | 28–28            | 12–18                    | 8.               | –                       |
| 2013 | Donnie Marbut            | 23–32            | 9–21                     | 10.              | –                       |
| 2014 | Donnie Marbut            | 24–30            | 14–16                    | 7.               | –                       |
| 2015 | Donnie Marbut            | 29–27            | 11–19                    | 9.               | –                       |
| 2016 | Marty Lees               | 19–35            | 11–19                    | 11.              | –                       |
| 2017 | 24–29                    | 10–20            | –                        |                  | –                       |
| 2018 | 16–32–1                  | 7–22             | –                        |                  | –                       |
| Pac-12 Conference                                                                                          | Pac-12 Conference        | 1789–1240–8      | 677–600                  | –                | –                       |
| Összesen                                                                                                   | Összesen                 | 2689–1740–17     | –                        | –                | –                       |
| Jelmagyarázat: Konferenciaszezon-bajnok Konferenciaszezon- és konferenciatorna-bajnok Divíziószezon-bajnok |                          |                  |                          |                  |                         |

## 2012-es MLB-játékosválogató
2012-ben az alábbi játékosok kerültek be valamely profi csapatba:
| Játékos          | Csapat             | Pozíció        | Kör |
| ---------------- | ------------------ | -------------- | --- |
| Taylor Ard       | Seattle Mariners   | Első bázis     | 7.  |
| Derek Jones      | Colorado Rockies   | Külső mező     | 8.  |
| Tommy Richards   | Baltimore Orioles  | Második bázis  | 24. |
| Kyle Johnson     | Los Angeles Angels | Külső mező     | 25. |
| Patrick Claussen | Miami Marlins      | Harmadik bázis | 34. |

## Híres játékosok
A játékosok neve mögött zárójelben a szezonok láthatóak:
- Aaron Sele (1989–91)
- Alex Burg (2008–09)
- Art McLarney (1930–32)
- Chuck Brayton (1946–48)
- Cliff Chambers (1941–42)
- Danny Frisella (1965–66)
- Dave Edler (1976–78)
- Dave Wainhouse (1986–88)
- Don Crow (1977–79)
- Don Long (1982–83)
- Doug Sisk (1980)
- Ed Bouchee (1952)
- Eddie Bonine (2002)
- Eric Wilkins (1975–77)
- Gene Conley (1950)
- Greg Garrett (1967)
- Jack Friel (1921–23)
- Jack Spring (1952)
- Joe McIntosh (1971–73)
- John Olerud (1987–89)
- Mark Hendrickson (1995)
- Mark Small (1988–89)
- Mike Kinkade (1992–95)
- Mike Kinnunen (1977–79)
- Norm Angelini (1968–69)
- Paul Noce (1979–81)
- Rick Austin (1967–68)
- Rob Ryan (1993–96)
- Robert Ramsay (1993–96)
- Ron Cey (1968)
- Scott Hatteberg (1990–91)
- Ted Tappe (1950)
- Todd Belitz (1995–97)
- Tom McGraw (1987–90)
- Tom Niedenfuer (1979–80)
- Vince Hanson (1965)
- Wes Stock (1954)

## Fordítás
Ez a szócikk részben vagy egészben  a   Washington State Cougars baseball című angol Wikipédia-szócikk ezen változatának fordításán alapul.  Az eredeti cikk szerkesztőit annak laptörténete sorolja fel. Ez a jelzés csupán a megfogalmazás eredetét és a szerzői jogokat jelzi, nem szolgál a cikkben szereplő információk forrásmegjelöléseként.